# Mäetaguse (Großdorf)
Koordinaten: 59° 14′ N, 27° 18′ O
Das Großdorf Mäetaguse (estnisch Mäetaguse alevik) liegt in der Landgemeinde Alutaguse (bis 2017 Mäetaguse) im Kreis Ida-Viru (Ost-Wierland) im Nordosten Estlands.

## Lage und Geschichte
Mäetaguse (deutsch Mehntack) hat 608 Einwohner (Stand 1. Januar 2006). Das Dorf liegt 52 km südöstlich der Stadt Rakvere (Wesenberg).
In der Nähe von Mäetaguse entspringt der 25 km lange Fluss Mäetaguse (Mäetaguse jõgi). Er ist ein rechter Nebenfluss des Rannapungerja-Flusses (Rannapungerja jõgi).
Das Dorf Mäetaguse wurde erstmals 1241 im Liber Census Daniæ unter dem Namen Meintacus urkundlich erwähnt.

## Gut Mäetaguse

### Geschichte
1525 ließ der deutschbaltische Adlige Peter von Tiesenhausen in Corwentacken bei Mäetaguse seinen Gutshof errichten. Der Hof wurde 1542 als Korwendal erwähnt und später ins heutige Mäetaguse verlegt.
1617 stand das Gut im Eigentum von Tuwe Bremen. 1638 ging es durch Heirat in den Besitz von Fabian von Wrangel über. Anschließend gelangte der Besitz an die Familie von Ungern-Sternberg. Während des Großen Nordischen Krieges brannten die Gebäude Anfang des 18. Jahrhunderts ab.
Ab 1736 stand der Hof im Eigentum der Familie von Rosen. Von 1737 bis 1759 war der livländische Residierende Landrat und stellvertretende Landmarschall Otto Fabian von Rosen Besitzer des Gutes. Der in der Livländischen Ritterschaft politisch einflussreiche Rosen wurde vor allem bekannt als feudalistischer Verfechter der Leibeigenschaft und weitgehenden Rechtlosigkeit estnischer Bauern. 1739, zu Beginn seiner Amtszeit, zeichnete er für die sogenannte Rosensche Declaration verantwortlich. Von Rosens Schrift „war die Antwort der baltischen Ritterschaft an das russische Justizkollegium über die Beziehung zwischen Gutsherren und Bauern. Darin wurde festgelegt, daß der Gutsherr alle Rechte über die Bauern besitze und jener als Eigentum, als »Leibeigener des Herrn« zu betrachten sei.“ Von Rosens Ansichten blieben allerdings auch in deutschbaltischen Kreisen nicht unwidersprochen. 1816 wurde die Leibeigenschaft im Gouvernement Estland aufgehoben, allerdings erst in den 1860er Jahren im gesamten russischen Reich.
Aus Mäetaguse stammte der Dekabrist Andreas von Rosen (1800–1884).
Letzter Privateigentümer des Gutes vor der Enteignung im Zuge der Landreform in Estland 1919 war Konstantin Otto von Rosen.

### Herrenhaus

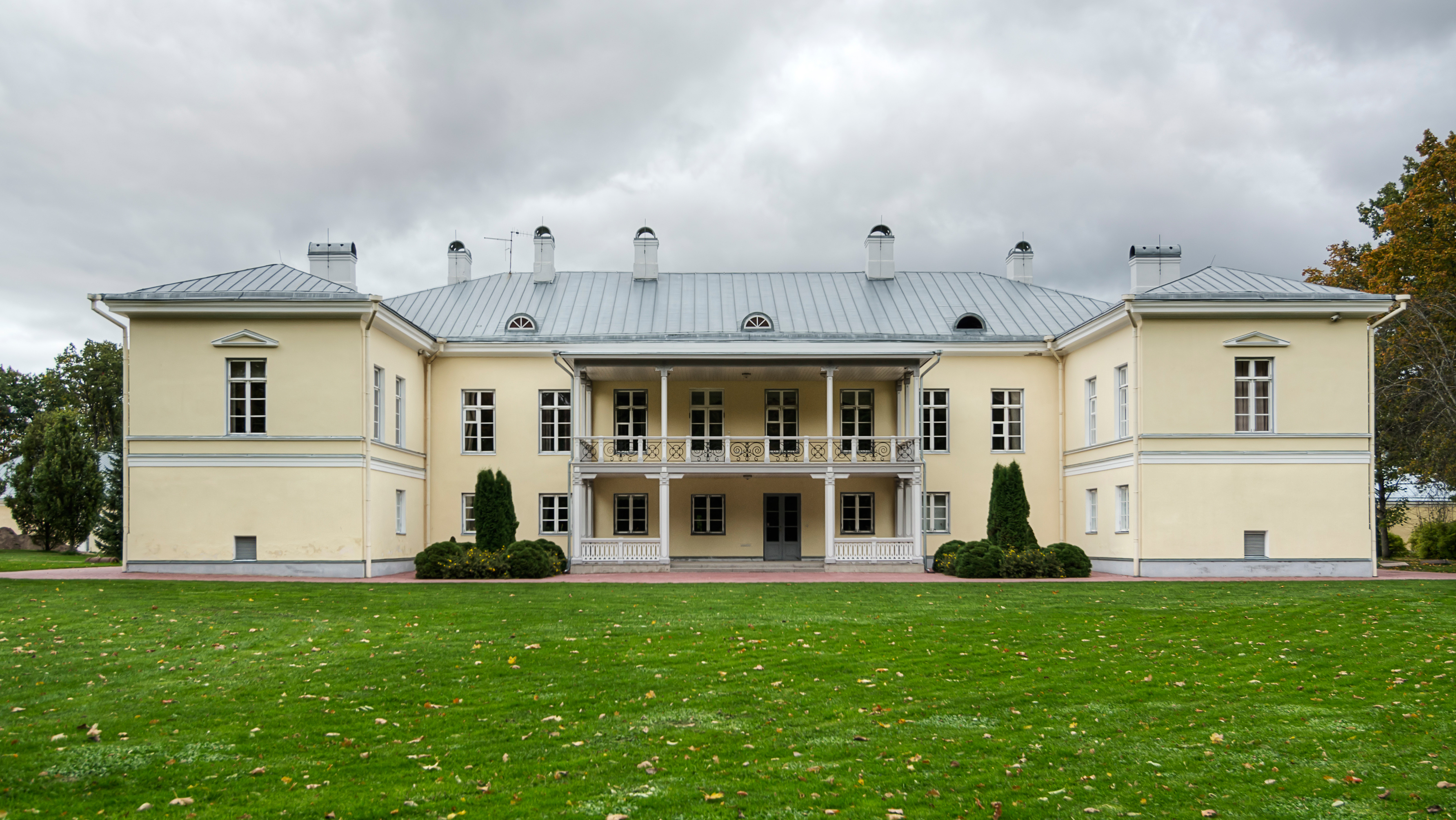
Herrenhaus

Das zweigeschossige Herrenhaus aus Stein ließ 1796 Eugenius Octave von Rosen im Stile des frühen Klassizismus errichten. Das repräsentative Gebäude wurde nach einem Brand 1816 in den 1820er und 1890er Jahren stark umgestaltet. Aus dem letzten Umbau stammt auch der Balkon an der Hauptfassade.
In den Repräsentationsräumen finden sich heute noch reichhaltige Stuckverzierungen im Stil des Historismus, Eichentüren, Kachelöfen und ein Kamin. Im Treppenhaus des Südflügels befindet sich ein Fresko, das lorbeerbekränzte Frauen und fliegende Putti darstellt. Es ist eine Kopie des Werks, das Andrea Mantegna 1474 im Palazzo Ducale von Mantua geschaffen hatte.
Von 1923 bis 1982 befand sich in dem Herrenhaus die Schule des Ortes, bevor ein neues Schulgebäude eingeweiht werden konnte. Das Gebäude wurde nach Wiedererlangung der estnischen Unabhängigkeit in den 1990er Jahren aufwändig renoviert. Heute ist im Erdgeschoss des Herrenhauses die Gemeindeverwaltung untergebracht. Das erste Obergeschoss dient als Konzertsaal.

### Nebengebäude

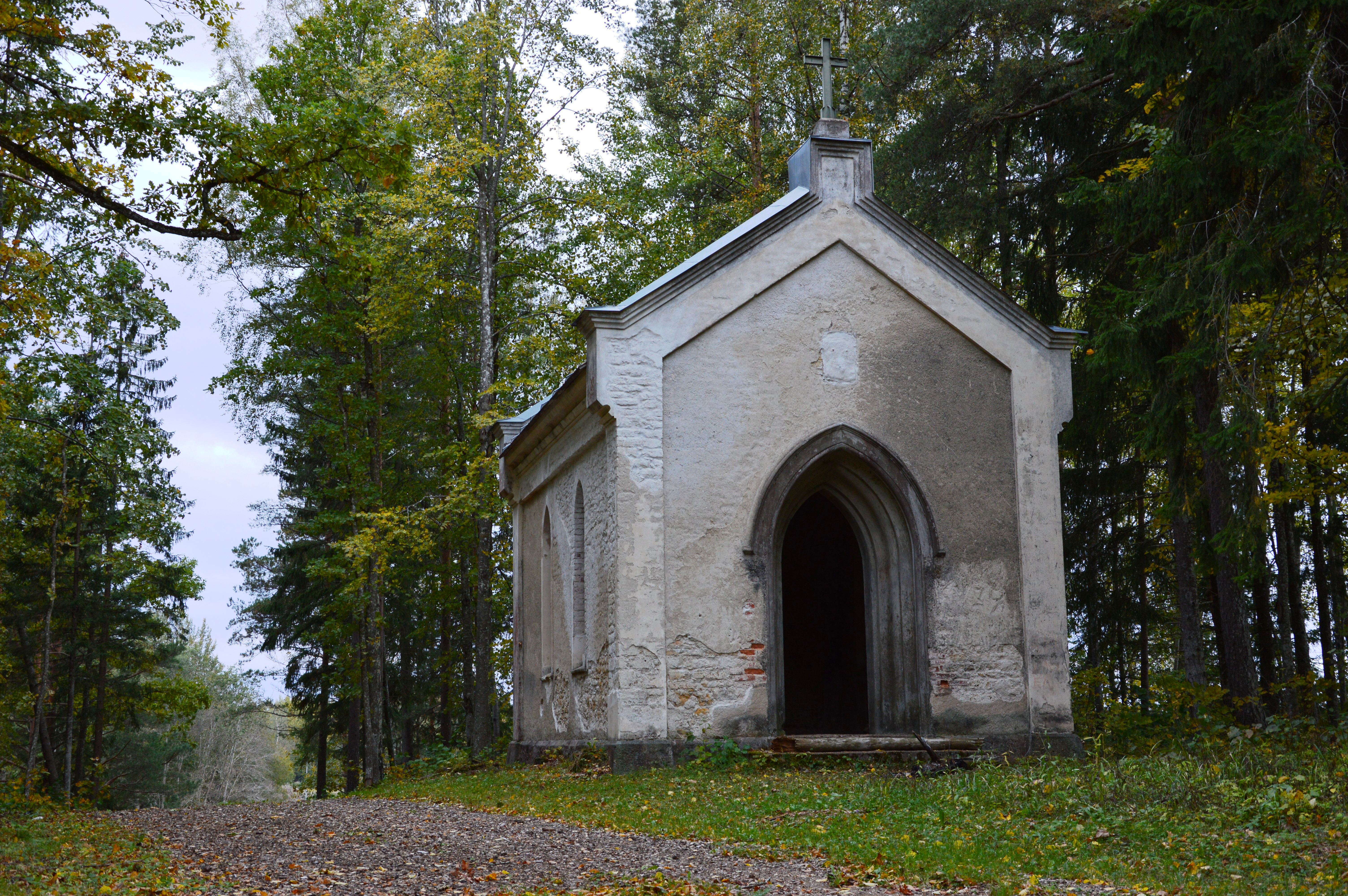
Grabkapelle

Etwas außerhalb befindet sich auf dem Friedhof die neogotische Grabkapelle der Familie von Rosen. Das hölzerne Gebäude ist heute in einem Zustand des Verfalls.
Zehn Nebengebäude des Hofes, vor allem zwei Speicherhäuser, die Meierei und das Verwalterhaus, sind gut erhalten. Im Kutschenhaus befindet sich seit 2006 ein Hotel. Die ehemalige Schnapsbrennerei, ein sechssäuliges Gebäude aus Stein, das an einen Tempel im antiken Griechenland erinnert dient heute als Kulturhaus der Gemeinde. Sehenswert ist der gut erhaltene, zehn Hektar große Park mit seinem Eichenbestand.
1936 wurde ein kleines Denkmal für das Baltenregiment errichtet, das im Estnischen Freiheitskrieg gegen Sowjetrussland kämpfte. Auf wundersame Weise hat es die sowjetische Besetzung Estlands unbeschadet überstanden.